# Classic Malts of Scotland

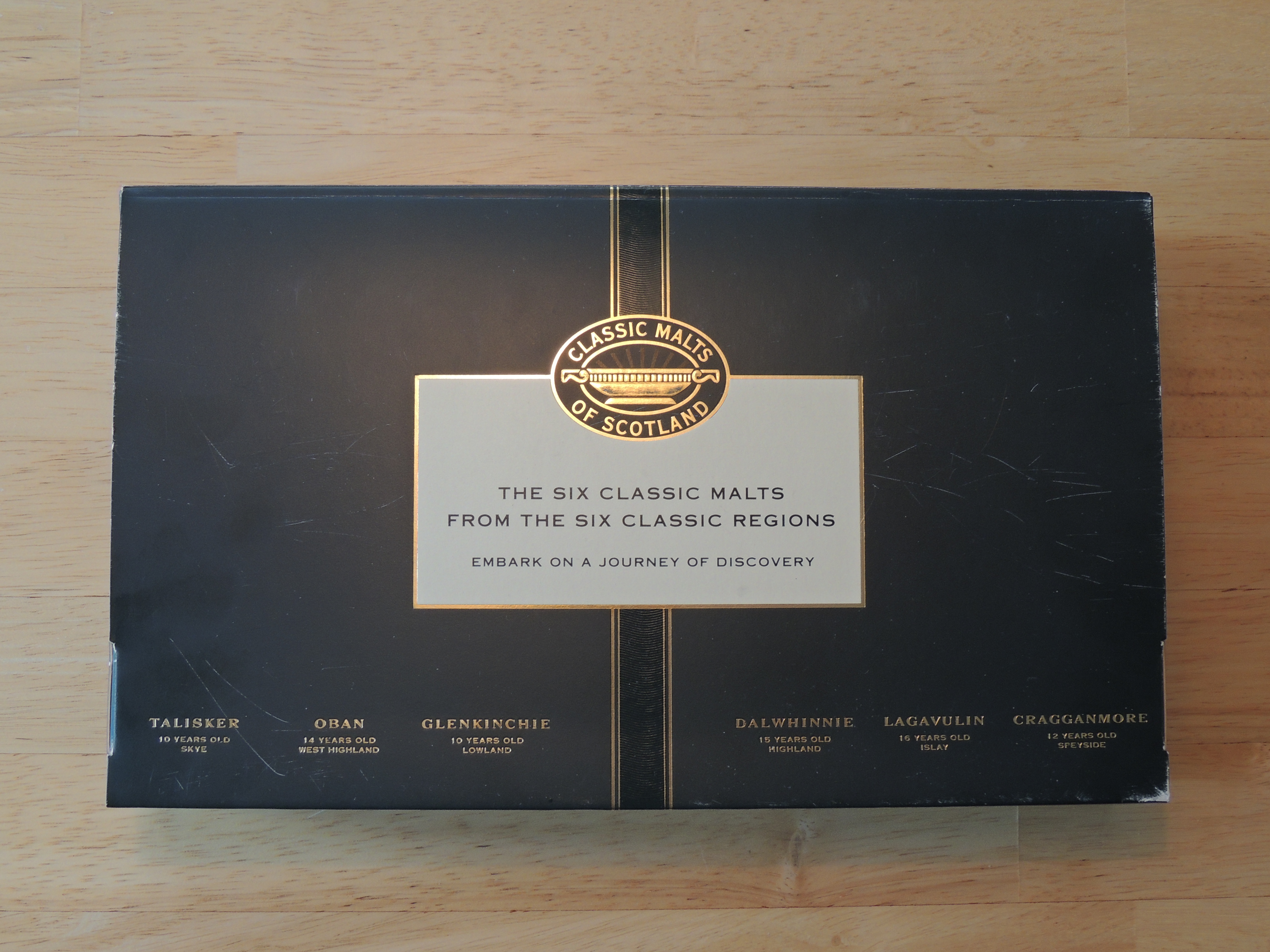
Doos Classic Malts of Scotland

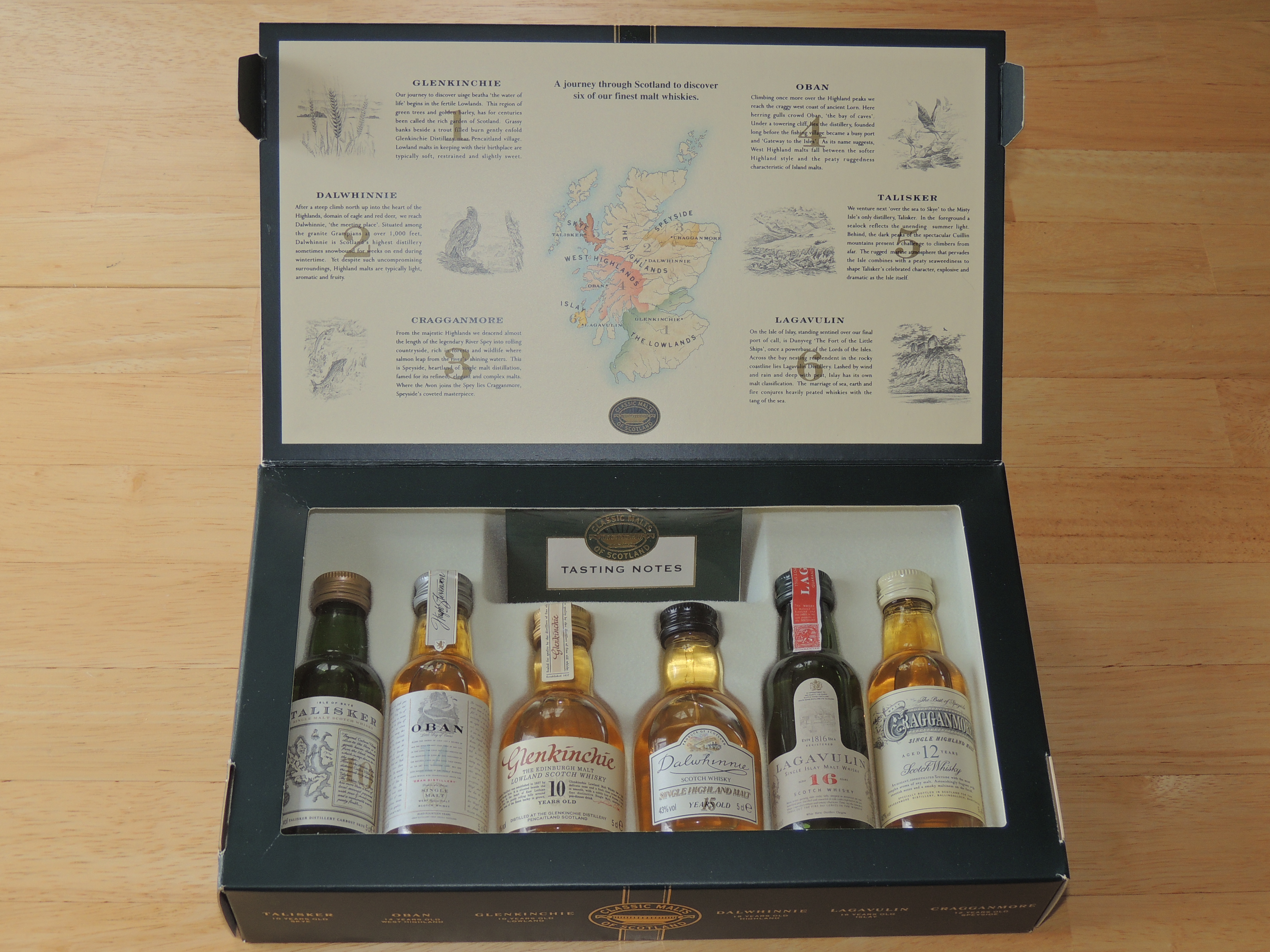
Classic Malts of Scotland in de doos

De Classic Malts of Scotland is een serie van zes Schotse single malt whiskies, door United Distillers van de Diageo-groep bij elkaar gebracht als kennismaking met de whiskyregio's van Schotland.
De Classic Malts worden vaak tezamen tentoongesteld in cafés en slijterijen. De huidige classic malts zijn:
| Whisky      | Leeftijd | Alc.-% | Gebied             |
| ----------- | -------- | ------ | ------------------ |
| Dalwhinnie  | 15 jaar  | 43     | Highland           |
| Talisker    | 10 jaar  | 45,8   | Skye               |
| Cragganmore | 12 jaar  | 40     | Speyside           |
| Oban        | 14 jaar  | 43     | West Highland      |
| Lagavulin   | 16 jaar  | 43     | Islay              |
| Glenkinchie | 12 jaar  | 43     | Schotse Laaglanden |